# 桜乃彩音
桜乃 彩音（さくらの あやね、1983年7月11日 - ）は、日本の女優。元宝塚歌劇団花組トップ娘役。
岡山県津山市、岡山県立津山高等学校出身。公称身長163cm。愛称は「あやね」。所属事務所は柊企画。

## 略歴
2000年、宝塚音楽学校入学。第88期生。同期には朝夏まなと、大湖せしる、紅ゆずる、妃咲せあら、花影アリス、春風弥里、鳳翔大などがいる。
2002年、宝塚歌劇団入団。入団時の成績は12番。星組公演「プラハの春」で初舞台。その後、花組に配属。
2003年、阪急電鉄の初詣ポスターのモデルを務め、バウホール公演「二都物語」のヒロイン・ルーシー役に抜擢。
2005年、「マラケシュ・紅の墓標」新人公演で初ヒロインを務める。
2006年、ふづき美世の退団に伴い、春野寿美礼の相手役として花組トップ娘役に就任。
2010年5月30日「虞美人－新たなる伝説－」の東京宝塚劇場公演の千秋楽をもって、宝塚歌劇団を退団。
同年9月、柊企画に所属、女優としての活動をスタート。
2010年10月、『Pal Joey〜パル・ジョーイ』にて退団後、舞台に初出演となる。
2014年6月、自身のブログで一般男性との入籍を発表。
2016年6月9日、第1子の妊娠を自身のブログで発表。同年11月23日に第1子女児を出産。

## 宝塚歌劇団時代の主な舞台

### 花組時代
- 2002年10月、『エリザベート』新人公演：黒天使（本役：涼葉らんの）
- 2003年5月、『野風の笛』千姫
- 2003年10月、バウホール公演『二都物語』ルーシー・マネット ＊バウ初ヒロイン
- 2004年5 - 6月、全国ツアー『ジャワの踊り子』アミナ
- 2004年8 - 11月、『La Esperanza-いつか叶う-／TAKARAZUKA舞夢!』新人公演／トレーシー（本役：華城季帆）
- 2005年1 - 2月、宝塚バウホール公演『くらわんか』延陽伯（1/2 - 1/7、1/13 - 1/18）、お初（2/3 - 2/6）
- 2005年3 - 7月、『マラケシュ・紅の墓標／エンター・ザ・レビュー』ソフィア　新人公演／オリガ・オプライエン（本役：ふづき美世）＊新人公演初ヒロイン
- 2005年11月 - 2006年2月、『落陽のパレルモ／ASIAN WINDS!』マチルダ　新人公演／アンリエッタ役（本役：ふづき美世）　＊新人公演ヒロイン

### 花組トップ娘役時代
- 2006年3月、シアタードラマシティ公演『Appartement Cinéma』アンナ
- 2006年6 - 10月、『ファントム』クリスティーヌ・ダーエ　＊大劇場トップ披露公演
- 2006年11 - 12月、全国ツアー『うたかたの恋／エンター・ザ・レビュー』マリー・ヴェッツェラ
- 2007年2 - 5月、『明智小五郎の事件簿-黒蜥蜴／TUXEDO JAZZ』黒蜥蜴
- 2007年7月、梅田芸術劇場公演『源氏物語 あさきゆめみしII』藤壺／紫の上（二役）
- 2007年9 - 12月、『アデュー・マルセイユ／ラブ・シンフォニー』マリアンヌ
- 2008年2月、中日劇場公演『メランコリック・ジゴロ -あぶない相続人-／ラブ・シンフォニーII』フェリシア
- 2008年5 - 8月、『愛と死のアラビア／Red Hot Sea』アノウド
- 2008年9 - 10月、全国ツアー『外伝 ベルサイユのばら－アラン編－／エンター・ザ・レビュー』ディアンヌ
- 2009年1 - 3月、『太王四神記』キハ／カジン
- 2009年4 - 5月、全国ツアー『哀しみのコルドバ／Red Hot Sea II』エバ・シルベストル
- 2009年7月、梅田芸術劇場公演『ME AND MY GIRL』サリー・スミス
- 2009年9 - 11月、『外伝 ベルサイユのばら-アンドレ編-／EXCITER!!』マリーズ
- 2009年12月－2010年1月、梅田芸術劇場『相棒』パリス・エヴァンズ
- 2010年3 - 5月、『虞美人 －新たなる伝説－』虞美人 ＊退団公演

## 宝塚退団後の主な活動

### 舞台
- 2010年10月、『Pal Joey〜パル・ジョーイ』（東京・青山劇場、大阪・シアターBRAVA!）リンダ・イングリッシュ
- 2011年1月、『新春 滝沢革命』（帝国劇場）
- 2012年4月、『カルテット!』（東京グローブ座、浦安市文化会館大ホール）千尋先生
- 2012年8月、八月納涼公演 第一部 『四谷怪談』（新歌舞伎座）お梅
- 2012年10月、明治座創業140周年記念公演『梅沢富美男・中村玉緒特別公演』（明治座）お小夜
- 2013年2月、『名探偵ポワロ・ブラックコーヒー』（三越劇場）ルシア
- 2013年4 - 5月、『DREAM LADIES』〜TAKARAZUKA WAY TO 100th ANNIVERSARY vol.5〜（梅田芸術劇場メインホール、東京国際フォーラムホールC、コラニ―文化ホール、ホクト文化ホール大ホール、愛知県芸術劇場大ホール、上野学園ホール、イズミティ21大ホール）チェリー
- 2013年11 - 12月、『あるジーサンに線香を』（カメリアホール、南相馬市民文化会館大ホール、京都芸術劇場春秋座、北國新聞赤羽ホール、博品館劇場）白鳥涼子
- 2014年9 - 10月、『アルジャーノンに花束を』（天王洲 銀河劇場、サンケイホールブリーゼ）
- 2015年4月、舞台『龍が如く』（赤坂ACTシアター）澤村由美
- 2017年11月、京の螢火 (明治座) お椙[7]

### テレビドラマ
- テンペスト （2011年8月28日・9月18日、BSプレミアム）- 王妃
- 水曜ミステリー9「作家探偵・山村美紗3 京都・舞妓殺人 死者からの招待状」 （2013年11月6日、テレビ東京）- 冬乃
- トットちゃん! 第38話 （2017年11月22日、テレビ朝日）- 鮎川のぞみ
- 執事 西園寺の名推理 （2018年4月 - 6月、テレビ東京）- 樋口亜矢
  - 執事 西園寺の名推理2（2019年4月 - 6月）
- やすらぎの刻〜道（2019年） ‐ 根来ユカ

### テレビ（ドラマ以外）
- 宝塚への招待（2011年6月24日、WOWOW） - 『EXCITER!!』副音声解説（当時の相手役だった真飛聖と共演）
- VS嵐（2013年2月14日、フジテレビ）
- 宝塚DREAM FOREVER－100周年、そして、輝ける未来へ－#12「桜乃彩音」（2013年6月、TAKARAZUKA SKY STAGE）

### その他
- 井上芳雄クリスマスディナーショー（2011年12月19日・20日、帝国ホテル）＊ゲスト出演

## 受賞歴
- 2007年　阪急すみれ会・パンジー賞「娘役賞」
- 2009年　阪急すみれ会・パンジー賞「娘役賞」
- 2005年　宝塚歌劇団年度賞「新人賞」
- 2008年　宝塚歌劇団年度賞「優秀賞」